# Reprezentacja Fidżi U-23 w piłce nożnej mężczyzn
Reprezentacja Fidżi U-23 w piłce nożnej – olimpijska reprezentacja Fidżi, reprezentująca kraj podczas imprez międzynarodowych.
5 lipca 2015 reprezentacja ta odniosła rekordowe zwycięstwo w meczu przeciwko Mikronezji. W 2016 zadebiutowała na Igrzyskach Olimpijskich, odnosząc tam swoją najwyższą porażkę w historii – 0:10 w spotkaniu z reprezentacją Niemiec.

## Występy na Mistrzostwach Oceanii U-23
- 1991 – III miejsce[3]
- 1996 – III miejsce[4]
- 1999 – III miejsce[5]
- 2004 – IV miejsce[6]
- 2008 – III miejsce[7]
- 2012 – II miejsce[8]
- 2015 – Zwycięzca[9]
- 2019 – IV miejsce[10]

## Występy podczas Igrzysk Olimpijskich
- 1908–1988 – reprezentacja nie istniała
- 1992–2012 – nie zakwalifikowało się
- 2016 – Faza grupowa
- 2020 – nie zakwalifikowało się

## Historia trenerów (od 2011)
- Imdad Ali (2011–2014)
- Juan Carlos Buzzetti (2014–2015)
- Frank Farina (2016)
- Marika Rodu (2018– )